# ベニ県
ベニ県 (ベニけん、スペイン語: Departamento del Beni)は、ボリビア北東部の県。8つの郡で構成されている。行政府所在地はトリニダ。主な町としては、リベラルタやマグダレナなど。北東側はブラジル国境で、南側はコチャバンバ県、西側はパンド県とラパス県、南東側はサンタクルス県と接している。
県の南西端にアンデス山脈東縁がかかり、標高約1,500mほどの山地となっているほかは、アマゾン川上流地域にあたり、標高400m以下の低平な地帯が県土の大部分を占める。年間降水量は1,000mmから2,000mmであり、熱帯雨林が広がっている。20世紀初頭には天然ゴム生産で重要視されたが、近年は大きな産業が無く経済的には苦しんでいる。農業としては肉牛の飼育などの畜産業が行われている。県はアマゾン、グランチャコとカンポ・セハードの3つのエコリージョンに位置し、イペ、マチェリアム属、スナバコノキ、ホンジュラスマホガニー、アッタレーア・プリンケプス、テリハボク属、カピロナ、アクロコミア属、クラテッラ属、プセウドボンバックス属などの生える熱帯森林、マトラルとサバナが多い。県内の一部にはモンキヨコクビガメなどが生息しており、1986年にユネスコの生物圏保護区に指定された。
トリニダ市のように、17世紀頃にキリスト教の布教のために作られた町が多く存在し、現在も古い教会が多く残っている。
県北部のリベラルタには日系人が多く住んでいる。
この地域ではキャッサバ（ユカ: yuca）を多く食べる。茹でたり焼いたり揚げたものがほぼ毎日の食卓に上る。
ベニ県はボリビア国内では、相対的に豊かな方に入る。その影響もあり、2000年代に入り、サンタクルス県などと同様に地方自治の拡大を目的に自治憲章の制定を目指しているほか、2009年1月の新憲法に対する国民投票では西部の県と異なり、反対票が多数であった。

## 隣接する県
- ロンドニア州
- サンタクルス県
- コチャバンバ県
- ラパス県
- パンド県

## ベニ県の郡
ベニ県は8郡（provincia）から構成されており、その傘下に市町村（municipio, cantón）がある。
| 地図上の位置 | 郡名               | 西語表記       | 人口 (2012年国勢調査) | 面積 (km²) | 首府                       | 首府西語表記         | 地図 |
| ------------ | ------------------ | -------------- | --------------------- | ---------- | -------------------------- | -------------------- | ---- |
| 2            | セルカド郡         | Cercado        | 111,624人             | 12,276     | サンハビエル               | San Javier           |      |
| 6            | ヴァカディエス郡   | Vaca Díez      | 130,778人             | 22,434     | リベラルタ                 | Riberalta            |      |
| 4            | ホセ・バリビアン郡 | José Ballivián | 82,700人              | 40,444     | レジェス                   | Reyes                |      |
| 5            | ヤクマ郡           | Yacuma         | 23,430人              | 34,686     | サンタアナ・デル・ヤクマ   | Santa Ana del Yacuma |      |
| 3            | モホス郡           | Moxos          | 22,163人              | 33,316     | サンイグナシオ・デ・モホス | San Ignacio de Moxos |      |
| 1            | マルバン郡         | Marbán         | 16,331人              | 15,126     | ロレト                     | Loreto               |      |
| 7            | マモレ郡           | Mamoré         | 12,817人              | 18,706     | サンホアキン               | San Joaquín          |      |
| 8            | イテネス郡         | Iténez         | 21,353人              | 36,576     | マグダレナ                 | Magdalena            |      |